# 242ª Squadriglia
La 242ª Squadriglia del Servizio Aeronautico del Regio Esercito dal 4 aprile 1918 difendeva la città di La Spezia.

## Storia

### Prima guerra mondiale
Dopo l'attacco aereo austriaco su La Spezia dell'11 luglio 1916 nasce la Sezione Difesa dell'Aeroporto di Sarzana-Luni. 
Il 4 aprile 1918 la 242ª Squadriglia dispone dei Nieuport 11 al comando del Tenente Guido Baricalla e dal 15 aprile del Capitano Alberto Iacopini che dispone di altri 2 piloti (Sergente Pilota Zerbini Attilio Raul).
In settembre il reparto riceve 5 Ansaldo S.V.A. ed in ottobre va a Quinto di Treviso per la Battaglia di Vittorio Veneto.
Il 24 ottobre il comando passa al Ten. Mario Sestini e dopo l'armistizio torna a Sarzana dove viene sciolta il 21 novembre.

### Seconda guerra mondiale

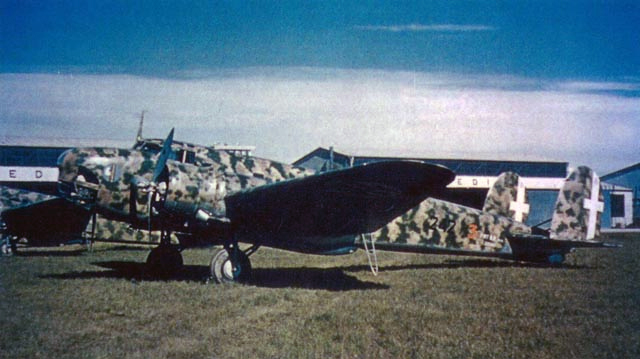
Un Fiat B.R.20 della 242ª squadriglia

Al 10 giugno 1940 era nel 99º Gruppo con 6 Fiat B.R.20 all'Aeroporto di Cameri nel 43º Stormo Bombardamento Terrestre della 4ª Divisione Aerea “Drago” della 1ª Squadra aerea. Al 22 ottobre successivo era a Chièvres nel Corpo Aereo Italiano fino al 10 gennaio 1941. Tra i suoi piloti vi era il Tenente Pier Antonio Poggi.
All'8 settembre 1943 era al Campo della Promessa di Lonate Pozzolo nel XCIX Gruppo del 43º Stormo Bombardamento Terrestre con 3 S.M.84 nella I Squadra Aerea.